# Burghaus Gransau
Das Burghaus Gransau war im Mittelalter Teil der Befestigungsanlage Neheims. 

## Geschichte
Das Gebäude war Teil der ehemaligen Neheimer Burg. Es befand sich im 15. und 16. Jahrhundert im Besitz der Erbdrosten von Fürstenberg-Neheim. Als Erbe ging das Gebäude in den Besitz der von Strünkede und von Falkenberg über. Im Jahr 1680 wird als Besitzer die Familie Fabri und 1745 die Familie Meininghaus genannt. Seit 1763 ist das Anwesen im Besitz der Familie Cosack. Der Gransauhof gehörte zu den wenigen Gebäuden, die den großen Stadtbrand von 1807 überstanden. Damals lebte dort als Mieter, der von seinen linksrheinischen Besitzungen vertriebene Theodor von Fürstenberg-Stammheim, der sich mit seinem Bruder Friedrich Leopold vom Burghaus aus an der Versorgung der Obdachlosen beteiligte. Das Gebäude steht heute unter Denkmalschutz. Das Gebäude war im Juni 2023 Denkmal des Monats in Westfalen-Lippe.

## Bau
Es liegt über dem Ruhrtal an der südwestlichen Längsseite der früheren Burg. Später stand es in unmittelbarer Verbindung mit der Stadtmauer. Auch der heutige Bau steht mit seiner Rückseite auf der Stadtmauer. Zur Zeit der befestigten Stadt bildete der Burgmannshof in etwa den geographischen Mittelpunkt der Stadt. Das Erdgeschoss stammt aus dem 17. Jahrhundert. Es ist verputzt und in Massivbauweise ausgeführt. Der Kern des Gebäudes stammt jedoch aus dem Hochmittelalter. Auf dem Erdgeschoss wurde ein erster Stock in Fachwerkbauweise mit profilierten Füllhölzern aufgesetzt. Im 19. Jahrhundert wurde das Obergeschoss an der Hofseite um ein halbes Geschoss erweitert. Erste Renovierungsmaßnahmen fanden in den 1950er Jahren statt. Damals wurde das Gebäude mit einem Satteldach versehen. Weitere Erhaltungsmaßnahmen wurden in den 1980er Jahren durchgeführt, als das Dach des Burghofes neu gedeckt wurde. Bemerkenswert ist das Katzenkopfpflaster des Hofes und das schmiedeeiserne Hoftor.   